# Yoo Sun-Hee
Dit is een Koreaanse naam; de familienaam is Yoo.
Yoo Sun-Hee (Koreaans: 유 선희) (Gangwon-do, 20 mei 1967) is een schaatsster uit Zuid-Korea. Ze vertegenwoordigde haar vaderland op de Olympische Winterspelen 1988 in Calgary, de Olympische Winterspelen 1992 in Albertville en de Olympische Winterspelen 1994 in Lillehammer.

## Resultaten

### Olympische Winterspelen
| Jaar | Plaats      | Resultaten           |
| ---- | ----------- | -------------------- |
| 1988 | Calgary     | 13e 500 m 17e 1000 m |
| 1992 | Albertville | 9e 500 m 11e 1000 m  |
| 1994 | Lillehammer | 5e 500 m 15e 1000 m  |

### Wereldkampioenschappen
| Jaar                      | Plaats        | Resultaten             |
| ------------------------- | ------------- | ---------------------- |
| 1987 Sprint               | Sainte-Foy    | 21e Sprint             |
| 1989 Sprint               | Heerenveen    | 9e Sprint              |
| 1990 Sprint               | Tromsø        | 8e Sprint              |
| 1991 Sprint 1991 Allround | Inzell Hamar  | 4e Sprint 21e Allround |
| 1993 Sprint 1993 Allround | Ikaho Berlijn | 8e Sprint 23e Allround |
| 1994 Sprint               | Calgary       | 4e Sprint              |

### Wereldbeker
| Seizoen   | 500 m  | 1000 m | 1500 m |
| --------- | ------ | ------ | ------ |
| 1986/1987 | 31e    | 23e    | -      |
| 1989/1990 | 8e     | 8e     | -      |
| 1990/1991 | 10e    | 8e     | -      |
| 1991/1992 | 23e    | 29e    | -      |
| 1992/1993 | 4e     | 8e     | -      |
| 1993/1994 | Zilver | 4e     | 35e    |

#### Wereldbeker medailles
| Datum            | Plaats     | Afstand | Medaille |
| ---------------- | ---------- | ------- | -------- |
| 13 maart 1993    | Heerenveen | 500 m   | Brons    |
| 14 maart 1993    | Heerenveen | 500 m   | Brons    |
| 26 november 1993 | Berlijn    | 500 m   | Zilver   |
| 4 december 1993  | Hamar      | 500 m   | Goud     |
| 21 januari 1994  | Milwaukee  | 500 m   | Zilver   |
| 21 januari 1994  | Milwaukee  | 1000 m  | Brons    |
| 22 januari 1994  | Milwaukee  | 500 m   | Zilver   |
| 22 januari 1994  | Milwaukee  | 1000 m  | Zilver   |
| 20 maart 1994    | Heerenveen | 500 m   | Brons    |

## Persoonlijke records
| Afstand    | Tijd    | Datum            | Baan    |
| ---------- | ------- | ---------------- | ------- |
| 500 meter  | 39,46   | 29 januari 1994  | Calgary |
| 1000 meter | 1.19,71 | 29 januari 1994  | Calgary |
| 1500 meter | 2.07,50 | 4 december 1993  | Hamar   |
| 3000 meter | 4.53,47 | 6 februari 1993  | Berlijn |
| 5000 meter | 9.14,04 | 27 februari 1986 | Seoul   |